# Neomochtherus acratus
Neomochtherus acratus är en tvåvingeart som beskrevs av Tsacas 1968. Neomochtherus acratus ingår i släktet Neomochtherus och familjen rovflugor. Inga underarter finns listade i Catalogue of Life.